# Grégoire Lachèse
Grégoire Lachèse, né à Candé en 1773 et mort à Angers en 1863, est un médecin angevin. 

## Biographie
Ancien élève de l'école de médecine d'Angers, Grégoire Lachèse s'engage comme volontaire dans l'armée révolutionnaire, où il est affecté comme chirurgien. Il participe à la guerre de Vendée, puis est envoyé en Irlande et en Belgique. Il est ensuite intégré à l'état-major du général Hoche. En 1800, il devient est nommé chirurgien principal de la garde consulaire au camp de Boulogne. 
La même année, Grégoire Lachèse réalise la première expérimentation connue de vaccination contre la maladie du claveau sur les moutons mérinos de son beau-frère Louis Silvy dans son domaine de Champgueffier.
Reçu docteur en médecine à Paris, il s'installe à Angers en 1805. Il y travaille comme médecin du lycée d'Angers, puis comme professeur à l'école de médecine à partir de 1807, médecin à l'école des Arts et Métiers (1815), chirurgien-major de la Garde nationale (1830), puis enfin directeur de l'école de médecine. Il est membre correspondant de l'académie de médecine en 1825. En 1837, il reçoit la Légion d'honneur.
Une rue d'Angers porte son nom.